# イザイア・ブラウン
イザイア・ジェイ・ブラウン（Isaiah Jay Brown、1997年1月7日 - ）は、イングランド・ピーターバラ出身の元サッカー選手。現役時代のポジションはフォワード。

## クラブ経歴
レスター・シティ、次いでWBAの下部組織で育成され、2013年5月のウィガン・アスレティックFC戦で当時プレミアリーグ史上2番目の若さ（16歳117日）でデビューを果たした。

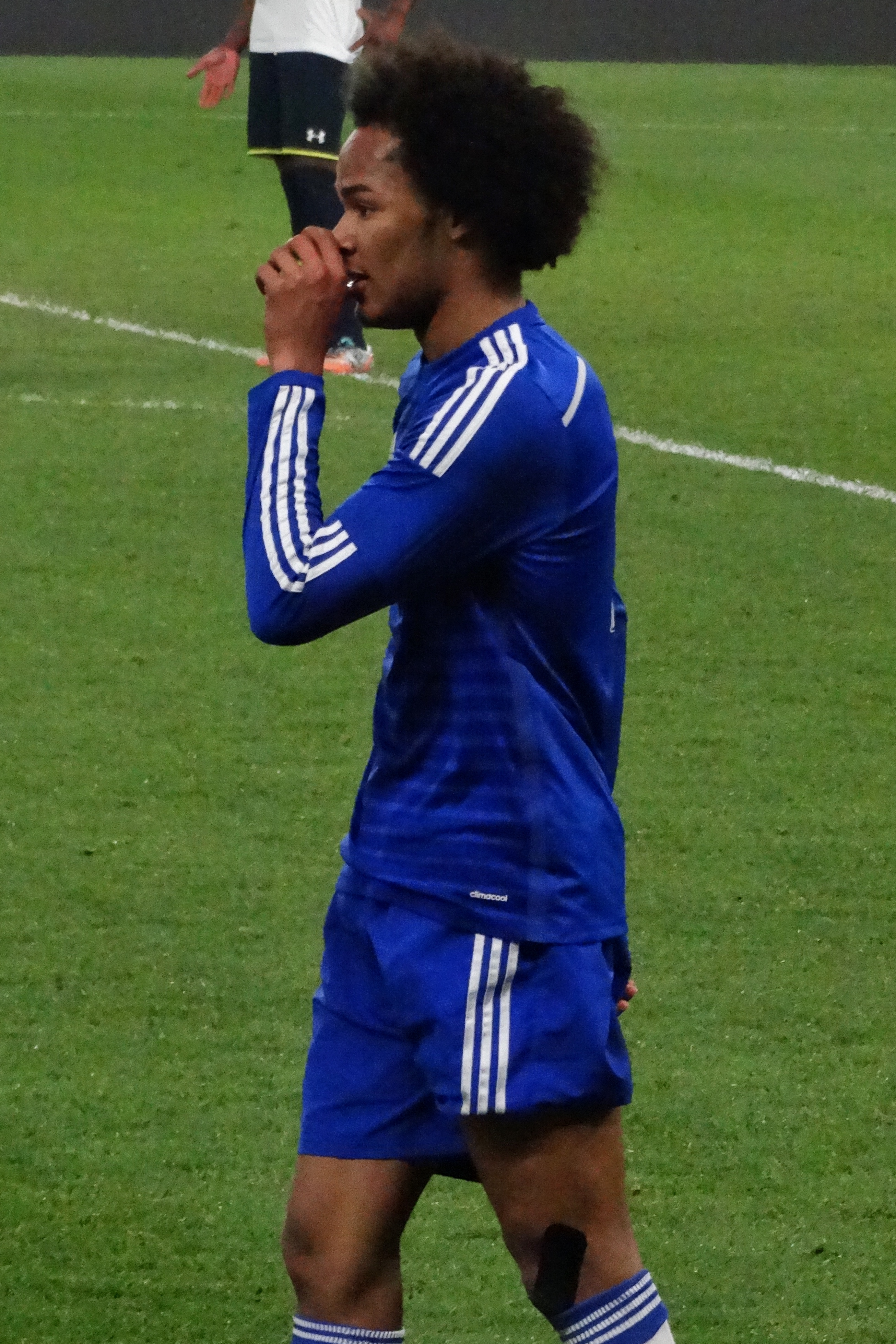
チェルシーでのブラウン

2013年8月、ジョゼ・モウリーニョ監督率いるチェルシーFCに移籍。2015年5月に古巣であるWBA戦で加入後初出場した。U-19チームではキャプテンを担い、21歳以下のプレミアリーグでリーグ優勝のタイトルを得るも、幼い頃からチェルシーのファンだったブラウンにとってトップチームでの出場はWBA戦での11分間が最初で最後であった。
2015年7月、SBVフィテッセにレンタル移籍。
2016年8月、フットボールリーグ・チャンピオンシップのロザラム・ユナイテッドFCにレンタル移籍。レンタル期間は当初シーズン終了までだったが、1月にチェルシー側の要望で早期終了となった。
ロザラム・ユナイテッド退団後、同じチャンピオンシップ所属のハダースフィールド・タウンFCにシーズン終了までの契約でレンタル移籍。シーズン終了時にはプレミアリーグ昇格を経験した。
2017年夏、プレミアリーグに昇格したブライトン・アンド・ホーヴ・アルビオンFCにレンタル移籍。
2018年8月30日、リーズ・ユナイテッドFCにレンタル移籍したが、怪我を多発したためわずか2試合のみの出場となった。
2019年8月9日、ルートン・タウンFCに1年間のレンタル移籍をすることが発表された。8月31日に行われたハダースフィールド戦では1点ビハインドの中で途中出場すると、チームはその直後に2得点をあげて逆転勝利を飾った。
10月26日のバーミンガム戦ではリーグ最多タイとなる5つ目のアシストを記録。最終的に公式戦1得点とチーム最多となる8アシストを記録してチームを去った。
2020年8月21日、シェフィールド・ウェンズデイFCに1年間の期限付き移籍をすることが発表された。
2021年6月22日、EFLチャンピオンシップのプレストン・ノースエンドFCに1年の延長オプションが付随する単年契約で加入した。しかし、加入から約1ヶ月後の7月20日にセルティックFCとのプレシーズンマッチでのトレーニング中にアキレス腱断裂を負ったため長期離脱を余儀なくされた。
アキレス腱の手術を経てリハビリに励むも、手術から約2ヶ月後のある日、夕食を食べに行ったときに小さな段差を踏み外してしまい再びアキレス腱を断裂してしまった。そして怪我をしている間に手足口病を患い、ギラン・バレー症候群も発症してしまった。さらに追い討ちをかけるように、2022年12月にはブラウンの親友でありスポーツエージェントのドミニク・ヤーウッドが自ら命を絶ち、そのショックで寝付けず練習にも遅刻するようになってしまった。その後ブラウンはクラブが求める選手の水準に達していないとしてシーズン終了1週間前に契約を解除され、プレストンでは1試合も出場せずに退団することになった。
2023年4月6日、ブラウンは26歳の若さでありながら怪我の影響によって現役を引退することを発表した。引退するにあたって受けたインタビューでは次のようにコメントしている。

## 代表歴
各年代でイングランド代表に選出されている。

## タイトル
チェルシー
- FAユースカップ: 2013-14, 2014-15
- プレミアリーグ2: 2013-14
- UEFAユースリーグ: 2014-15

イングランド代表
- UEFA U-17欧州選手権: 2014